# Inessa Sytnik
Inessa Wasyliwna Sytnik – ukraińska inżynier, dr hab., profesor uczelni WZ, Katedry e-biznesu i Gospodarki Elektronicznej Wydziału Ekonomii i Zarządzania Politechniki Opolskiej.

## Życiorys
Obroniła pracę doktorską, następnie uzyskała stopień doktora habilitowanego. Jest profesorem WZ, Katedry e-biznesu i Gospodarki Elektronicznej na Wydziale Ekonomii i Zarządzania Politechniki Opolskiej.